# Apocryptus fusciventris
Apocryptus fusciventris är en stekelart som först beskrevs av Cameron 1903.  Apocryptus fusciventris ingår i släktet Apocryptus och familjen brokparasitsteklar. Inga underarter finns listade i Catalogue of Life.